# François-Charles Ostyn
François Léopold Charles Hosteins, dit Charles Ostyn, né à Paris le 20 octobre 1823 de parents belges, et mort à Argenteuil (Seine-et-Oise, aujourd'hui Val-d'Oise) le 22 juillet 1912 , est une personnalité anarchiste de la Commune de Paris.

## Biographie
Ouvrier tourneur, il est, pendant le siège de Paris par les Allemands (septembre 1870-mars 1871), membre du premier Comité central de la Garde nationale.
Le 26 mars, il est élu au Conseil de la Commune par le XIXe arrondissement ; il siège à la commission des Subsistances puis à celle des Services publics.
Il vote contre la création du Comité de Salut public.
Après la Semaine sanglante, il se réfugie à Suisse et adhère à la Fédération jurassienne de tendance bakouniniste.
Il est actif au sein de la « Section de propagande et d’action révolutionnaire socialiste » de Genève, constituée le 8 septembre 1871 sur l’initiative de proscrits français. Il appartint également aux sociétés « L’Égalité » et « La Solidarité ».
En 1873, du 1er au 6 septembre, avec notamment François Dumartheray, il représente la section genevoise « L’Avenir » au sixième congrès de la Fédération jurassienne. Il y déclare : « L'anarchie (discipline volontaire) est un moyen puissant pour arriver au but que nous désirons atteindre : la fraternité humaine »
Il est condamné à mort par contumace en 1873. À son retour, en 1880, il s'établit à Colombes (Hauts-de-Seine), dans une maison aujourd'hui disparue.

### Notices biographiques
- Jules Clère, Les hommes de la Commune : Biographie complète de tous ses membres, Paris, Libraire-éditeur É. Dentu, 1871, xiv-195, 1 vol. in-18 (OCLC 457798492, lire en ligne sur Gallica), p. 118-119
  - Jules Clère, Les hommes de la Commune : Biographie complète de tous ses membres, Paris, Libraire-éditeur É. Dentu, 1871, 4e éd. (1re éd. 1871), vi-215, 1 vol. in-18 (lire en ligne sur Gallica), p. 133-134
- Paul Delion, Les membres de la Commune et du Comité central, Paris, A. Lemerre éditeur, août 1871, 446 p. (lire en ligne sur Gallica), p. 151-152
- Bernard Noël, Dictionnaire de la Commune, Coaraze, L'Amourier éditions, coll. « Bio », avril 2021 (1re éd. 1971), 799 p. (ISBN 978-2-36418-060-4, ISSN 2259-6976, présentation en ligne), p. 587-588
- « Notice Ostyn (de son vrai nom Hosteins François, dit Charles) », sur maitron.fr, Le Maitron, dictionnaire bibliographique du mouvement ouvrier et du mouvement social, Association Les Amis du Maitron (consulté le 17 août 2021)